# Домингес Беккер, Хоакин

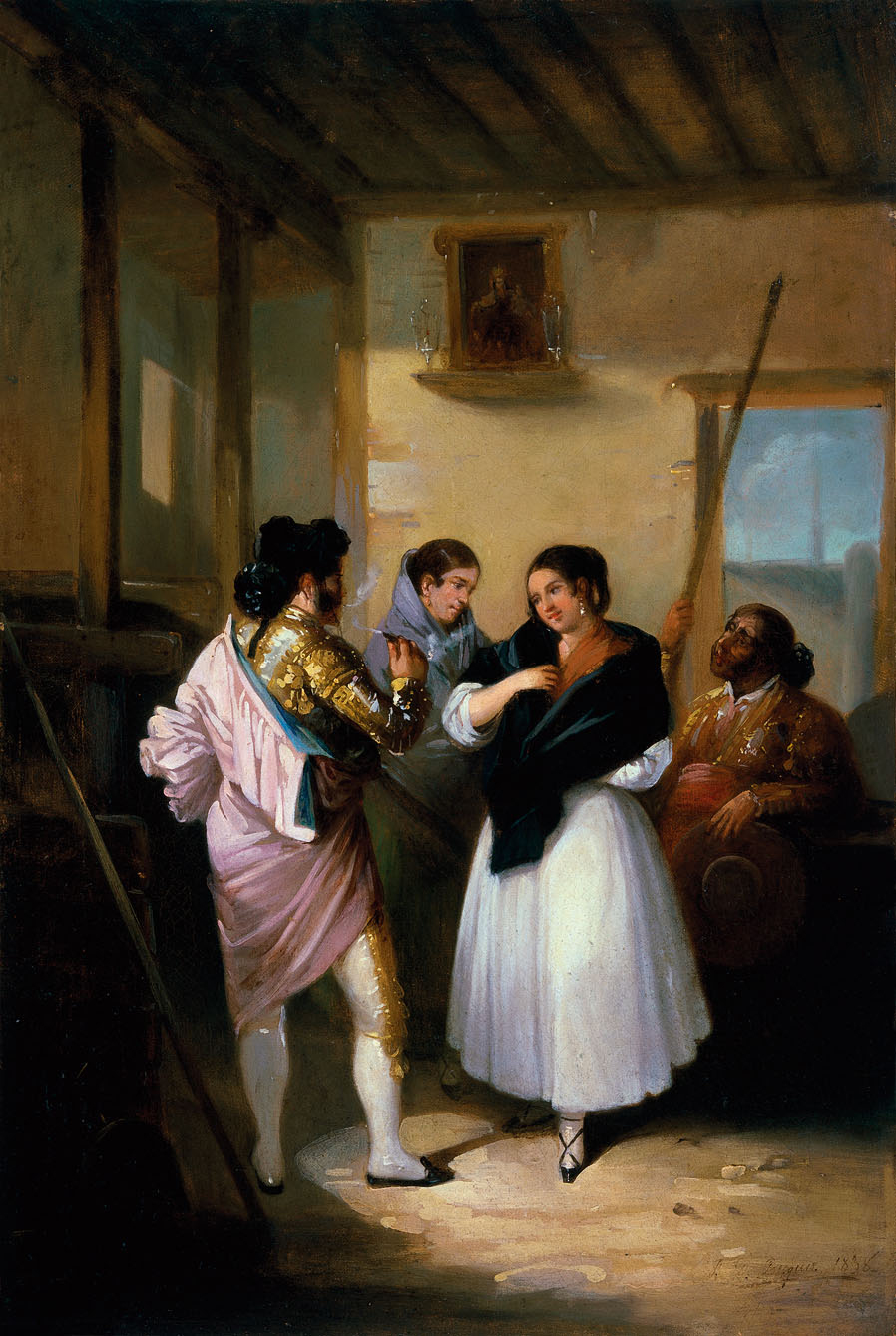
Майя и тореадор. Музей Кармен Тиссен (Малага)

Хоакин Домингес Беккер (1817—1879) — художник и живописец XIX века, представитель испанского костумбризма. Член Севильской Академии изящных искусств (с 1847).

## Биография
Родился в семье художников. Его двоюродный брат художник Хосе Домингес Беккер, был отцом Густаво Адольфо Беккера, видного испанского писателя-романтика и живописца Валериано Домингес Беккера. После преждевременной смерти брата в 1841 году взял на себя воспитание и обучение племянников.
Окончил Академию изящных искусств в Севилье, где впоследствии стал профессором и директором.

## Творчество
Подписывал свои работы псевдонимом Беккер — фамилией одного из предков по материнской линии, которые переселились в Испанию из Фландрии в XVI веке.
Автор многих картин, связанных с Андалусией и Севильей, в частности. Портретист, пейзажист, жанрист, создал ряд картин на исторические темы.
По заказу королевы Изабеллы II занимался украшением королевского Севильского Алькасара. Позже был назначен придворным художником и учителем рисования племянников королевы.
Ныне многие его работы хранятся в Музее изящных искусств в Севилье.

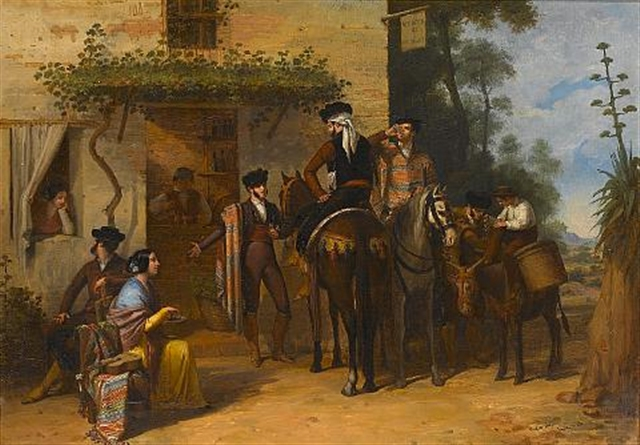
«Сцена в Андалузии»
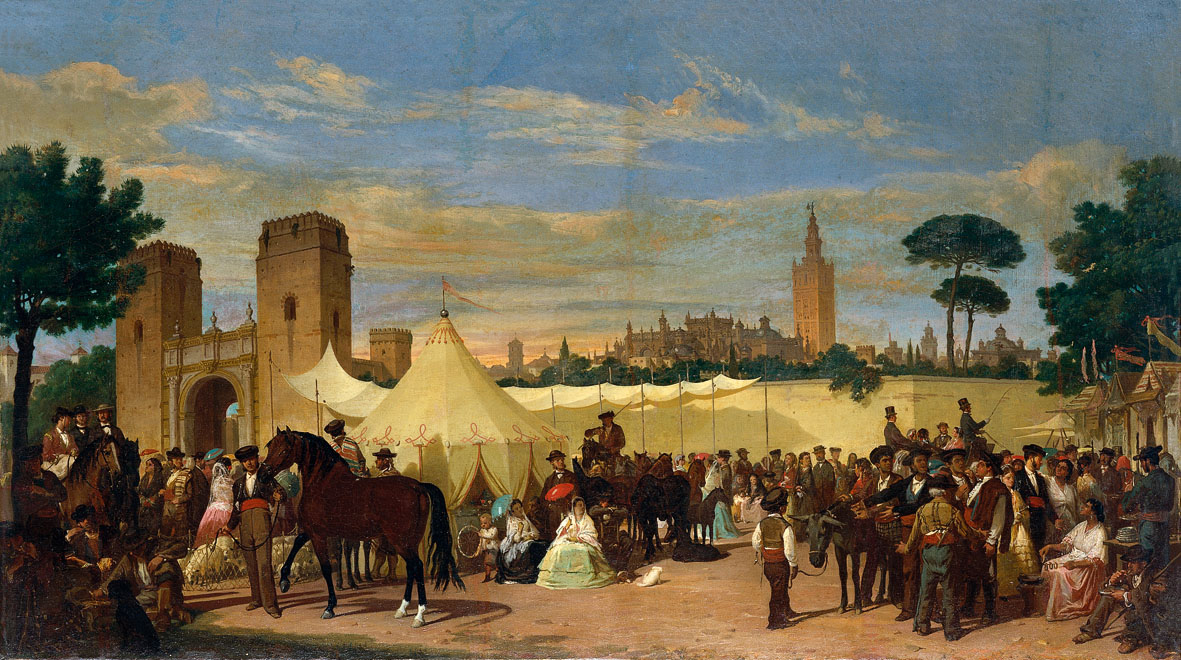
«Ярмарка в Севилье»
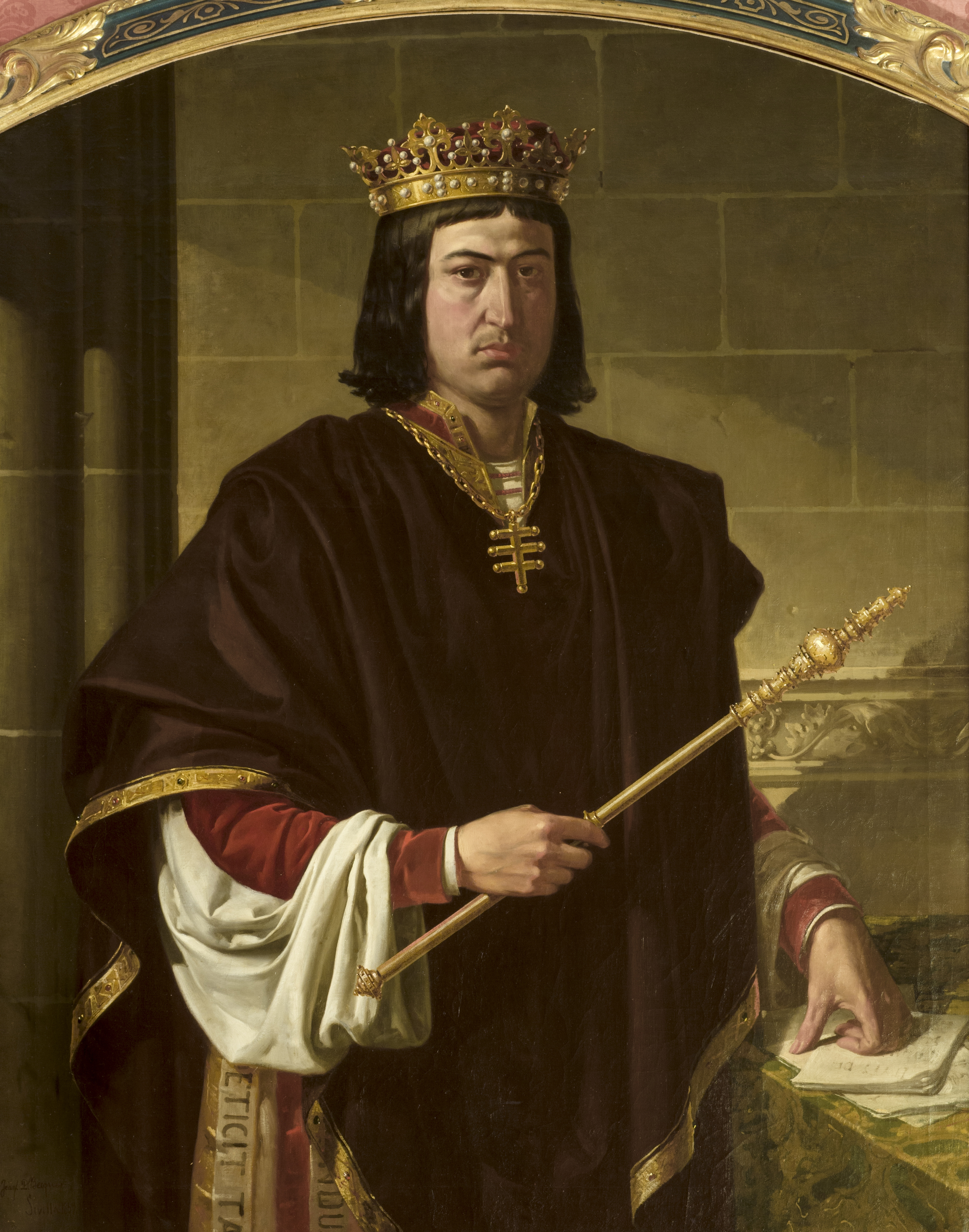
Портрет Фердинанда II, короля Арагона
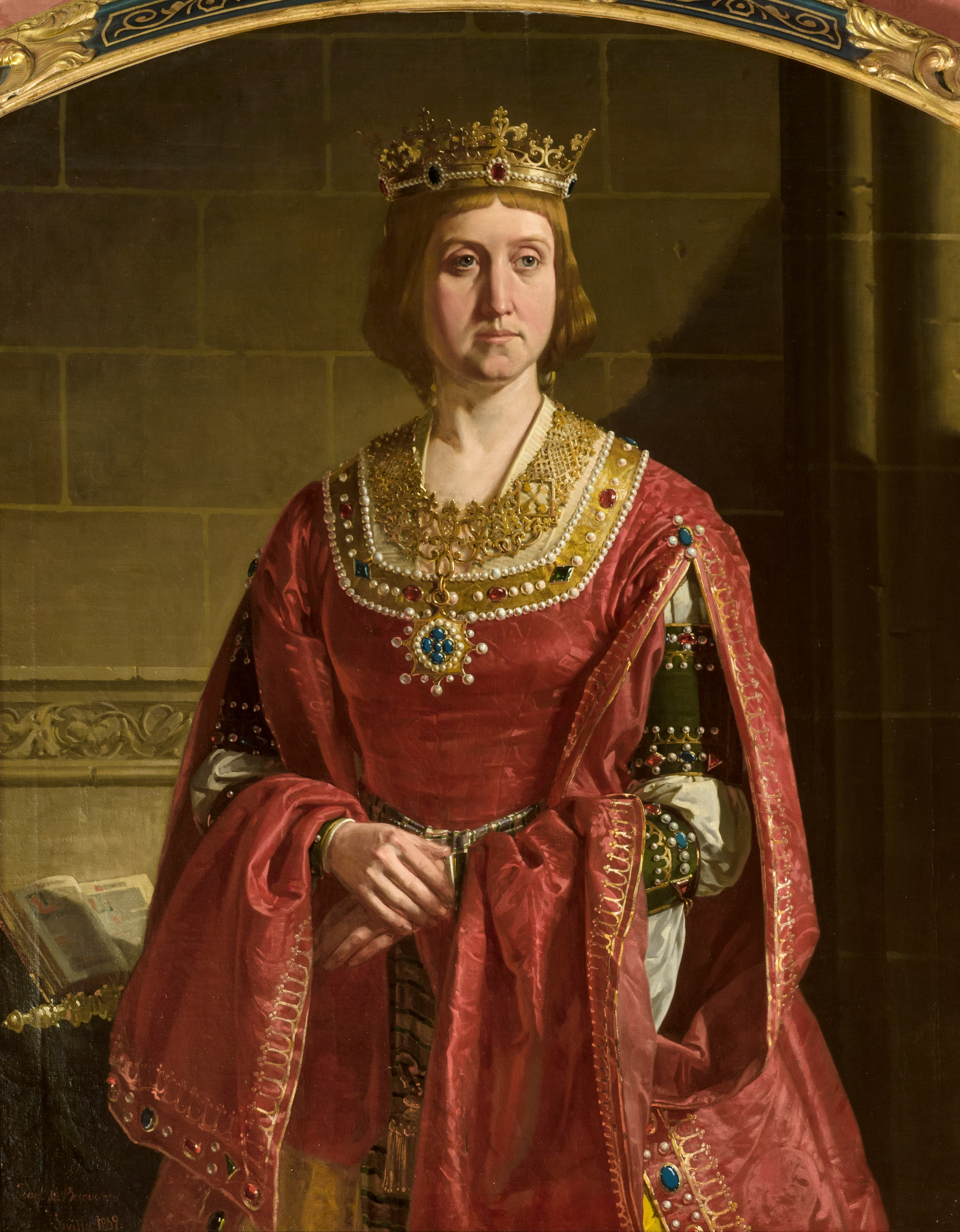
Портрет Изабеллы I, королевы Кастилии